# Picea morrisonicola
Il peccio di Taiwan (Picea morrisonicola Hayata, 1908) è una specie di peccio, appartenente alla famiglia delle Pinaceae, originaria della zona montana di Taiwan.

## Etimologia
Il nome generico Picea, utilizzato già dai latini, potrebbe, secondo un'interpretazione etimologica, derivare da Pix picis = pece, in riferimento all'abbondante produzione di resina. Il nome specifico morrisonicola fa riferimento al Monte Morrison, denominazione inglese un tempo utilizzata per indicare il monte Yu Shan, la montagna più alta di Taiwan.

## Descrizione

### Portamento
Albero alto fino a 40-50 m, con tronco monopodiale diritto che può raggiungere 1,5 m di diametro e rami del primo ordine lunghi e massicci, sviluppati orizzontalmente, con parte terminale curvata in basso; quelli del secondo ordine sono numerosi, corti. I  virgulti sono snelli, flessibili, i nuovi germogli spessi solo 2 mm, di colore inizialmente giallo pallido superiormente e quasi bianco inferiormente, poi grigio, glabri o raramente pubescenti, con superficie solcata e ruvida; i pulvini sono piccoli e rossastri. La vasta chioma è conica, negli esemplari anziani irregolare e aperta.

### Foglie
Le foglie sono aghiformi, perpendicolari, lunghe 1-1,5 cm, lineari, di norma ricurve, di sezione quadrata-rombica o poligonale, con punte acute o ottuse; hanno stomi su entrambe le pagine, disposti su 2-3 linee in 2 bande su quelle superiori, in 4-5 linee su quelle inferiori. Gli aghi sono verdi o verdi-scuri, con bande stomatiche bianco-verdastre. Le gemme sono ovoidali-coniche, lunghe 3-4 mm , lievemente resinose; le perule sono triangolari-ovate, di colore marrone-rosso scuro, persistenti per parecchi anni.

### Fiori
Gli strobili maschili sono ascellari, lunghi 1-1,5 cm, gialli.

### Frutti
I coni femminili sono inizialmente eretti, poi pendenti, terminali, oblunghi-ovoidali con base troncata e apice ottuso, sessili o con peduncolo corto e obliquo, lunghi 5-7 cm e larghi 2,5-3 cm, rosso-verdastri o purpurei-verdastri da immaturi, poi marroni. I macrosporofilli sono obovati o suborbicolari, lunghi 1,2-1,5 cm, con superficie finemente striata o liscia, glabra, con margine superiore intero, arrotondato o troncato e base inferiore troncata. Le brattee sono ligulate, rudimentali, purpuree, lunghe 2-3 mm e interamente incluse. I semi, ovoidali-oblunghi, sono marroni scuri,  lunghi 3-3,5 mm, con parte alata ovata-oblunga, lunga 8-10 mm, di colore giallastro-chiaro o marrone-arancione.

### Corteccia
La corteccia, di colore grigio o grigio-purpureo, è rugosa, solcata e si divide in placche arrotondate,  sfogliandosi facilmente.

## Distribuzione e habitat
Vegeta in alta montagna dai 2300 ai 3000 m di quota, prediligendo i versanti settentrionali dei pendii e dei burroni, su suoli acidi e  podzolici; il clima dell'habitat è freddo temperato, estremamente umido e caratterizzato da precipitazioni a carattere monsonico (oltre 4000 mm annui). Si rinviene in foreste miste in associazione con altre conifere, come Tsuga chinensis, Pseudotsuga sinensis, Pinus armandii, Abies kawakamii e Juniperus squamata var. morrisonicola; a quote più basse anche con Chamaecyparis obtusa var. formosana. Tra le caducifoglie si annoverano Quercus variabilis e specie dei generi Acer e Betula.

## Usi
Il suo legno rivestiva importanza economica a Taiwan, prima che la specie diventasse rara a causa della deforestazione eccessiva. Viene utilizzato in edilizia, carpenteria e per la fabbricazione di mobili. Introdotto in Europa e Nordamerica nel 1918, la sua coltivazione è limitata a orti e giardini botanici specializzati.

## Conservazione
Lo sfruttamento del suo legno con conseguente deforestazione ha provocato una riduzione dell'areale primario, stimata in 30-50% nell'arco di 150 anni. Per questo motivo viene classificata come Specie vulnerabile nella Lista rossa IUCN.